# James Padilla García
James Padilla García (Armenia; 20 de septiembre de 1969) es un exfutbolista profesional, abogado, empresario y político colombiano. Es el alcalde de la ciudad de Armenia para la vigencia 2024-2027.

## Biografía
Hijo del periodista deportivo local James Padilla Motoa. Fue futbolista profesional durante 12 años, jugó en equipos como Unión Magdalena, Santa Fe y Deportes Quindío. Luego de su paso por el Fútbol Profesional Colombiano, estudió Derecho en la Universidad La Gran Colombia de Armenia, luego se especializó en Derecho administrativo. Fue Concejal de Armenia entre 2008 y 2011, director administrativo de la Secretaría de Educación del Quindío en 2013 y gerente de Empresas Públicas del Quindío (EPQ) entre 2015 y 2019. Durante la administración del alcalde José Manuel Ríos ocupó la dirección del Instituto de Deporte y Recreación de Armenia (Imdera) en 2020, asesor social y comunitario durante 2021 y secretario de Desarrollo Social en 2022.

## Clubes
Trayectoria futbolística en equipos profesionales y amateurs (aún por definir el orden):
| Club                     | País      | Año       |
| ------------------------ | --------- | --------- |
| Deportes Quindío         | Colombia  | 1989-1990 |
| Santa Fe                 | Colombia  | 1991      |
| Deportes Quindío         | Colombia  | 1992-1995 |
| Unión Magdalena          | Colombia  | ¿?        |
| Deportivo Rionegro       | Colombia  | ¿?        |
| C. D. El Cóndor          | Colombia  | ¿?        |
| Fiorentina de Florencia  | Colombia  | ¿?        |
| Universidad de Los Andes | Venezuela | ¿?        |
| C. D. Cobán Imperial     | Guatemala | ¿?        |
| Patriotas                | Colombia  | ¿?        |